# NGC 1681
NGC 1681 (другие обозначения — MCG −1-13-26, IRAS04493-0553, PGC 16195) — спиральная галактика (Sb) в созвездии Эридана. Открыта Эдуардом Стефаном в 1878 году. Описание Дрейера: «очень тусклый, маленький объект круглой формы, немного более яркий в середине».
Галактика излучает слабые эмиссионные линии, что характерно для галактик с активным ядром, однако галактика либо находится в переходной стадии перед возрастанием активности, либо ядро заслонено пылью. Возможно, в галактике наблюдались гравитационные волны.
Этот объект входит в число перечисленных в оригинальной редакции «Нового общего каталога».